# Эклипта
Эклипта (лат. Eclipta; от др.-греч. ἐκλείπω, ekleipo — отсутствовать) — род травянистых растений семейства Астровые (Asteraceae), распространённый в Австралии, Северной и Южной Америке.

## Ботаническое описание
Однолетние или многолетние травянистые растения, 10—50 см высотой (реже до 70 см и выше). Стебли прямостоячие или распростёртые, ветвистые. Листья стеблевые, супротивные, от ланцетных до линейно-ланцетных, основания клиновидные, края пильчатые или зубчатые.
Корзинки гетерогамные, многоцветковые, собраны в верхушечные, щитковидные общие соцветия, или одиночные, пазушные, на коротких ножках. Обёртка полушаровидная или колокольчатая, 2—3-рядная из травянистых листочков. Цветоложе плоское или выпуклое, усажено плёнчатыми прицветниками. Краевые цветки пестичные, белые или желтоватые, с коротким и узким язычком, ветви столбика коротко нитевидные; срединные цветки трубчатые, обоеполые, белые, зеленоватые или желтоватые, 4(5)-зубчатые, ветви столбика слегка расширенные. Семянки клиновидные, 3—4-гранные, бугорчатые или окаймлённые, срединные более или менее сжатые; хохолок отсутствует или редуцированный в виде зубчиков (отсюда название рода). Хромосомы: x=11.

## Виды
Род включает 7 видов:
- Eclipta alatocarpa Melville
- Eclipta elliptica DC.
- Eclipta leiocarpa Cuatrec.
- Eclipta megapotamica Sch.Bip. ex S.F.Blake
- Eclipta platyglossa F.Muell.
- Eclipta prostrata (L.) L. — Эклипта простёртая [syn.  Eclipta alba (L.) Hassk. — Эклипта белая]
- Eclipta turkica Yild.